# Ken Block (hockeista su ghiaccio)
Kenneth Richard Block (Steinbach, 18 marzo 1944) è un ex hockeista su ghiaccio canadese che nel corso della carriera ha giocato nella World Hockey Association.

## Carriera
MacDonald giocò a livello giovanile per due stagioni nel Manitoba con la maglia dei Flin Flon Bombers. Esordì fra i professionisti nel 1964 con l'organizzazione dei New York Rangers, senza però riuscire a esordire in National Hockey League. Nelle tre stagioni successive giocò infatti per numerose formazioni minori fra Eastern Hockey League, American Hockey League, Central Hockey League e Western Hockey League.
Nell'estate del 1967 in occasione dell'NHL Expansion Draft Block fu selezionato dai Los Angeles Kings, tuttavia dopo soli due giorni fu ceduto ai Toronto Maple Leafs. Nelle stagioni successive si alternò fra la maglia dei Vancouver Canucks in WHL e quella dei Rochester Americans in AHL. Nella stagione 1970-71 i Canucks entrarono a far parte della NHL e Block riuscì ad esordire nella massima lega professionistica disputando una partita.
Nel 1972 si trasferì nella neonata World Hockey Association firmando un contratto con i New York Raiders. Vi rimase per sette stagioni, la maggior parte delle quali trascorse con gli Indianapolis Racers. Block si ritirò nel 1978 dopo lo scioglimento della franchigia di Indianapolis.